# Pallanuoto ai campionati mondiali di nuoto 2003 - Torneo maschile
La X edizione del campionato mondiale di pallanuoto si è svolta a Barcellona dal 15 al 26 luglio 2003 durante i decimi campionati del mondo di nuoto organizzati dalla FINA.
La formula del torneo è stata rinnovata rispetto alle precedenti edizioni. Le sedici squadre partecipanti hanno disputato un turno preliminare divise in quattro gironi, al termine del quale le prime classificate si sono qualificate direttamente per i quarti di finale, mentre le seconde e le terze si sono incrociate nel Play-off. Tutte le gare della seconda fase si disputano a eliminazione diretta.
I campioni olimpici dell'Ungheria hanno conquistato il loro secondo titolo mondiale battendo in finale l'Italia. Nella finale per il bronzo la Serbia e Montenegro ha sconfitto la Grecia.

## Squadre partecipanti
GRUPPO A
- Canada
- Croazia
- Romania
- Ungheria

GRUPPO B
- Australia
- Giappone
- Serbia e Montenegro
- Stati Uniti

GRUPPO C
- Cina
- Germania
- Grecia
- Italia

GRUPPO D
- Brasile
- Russia
- Slovacchia
- Spagna

## Fase Preliminare

### Gruppo A
|    | Squadra  | Pt | G | V | P | S | GF | GS | Diff |
| -- | -------- | -- | - | - | - | - | -- | -- | ---- |
| 1. | Ungheria | 5  | 3 | 2 | 1 | 0 | 29 | 15 | +14  |
| 2. | Croazia  | 5  | 3 | 2 | 1 | 0 | 32 | 19 | +13  |
| 3. | Romania  | 2  | 3 | 1 | 0 | 2 | 24 | 24 | 0    |
| 4. | Canada   | 0  | 3 | 0 | 0 | 3 | 9  | 36 | –27  |

| Data     | Ora   | Gara     | Gara   | Gara    |
| -------- | ----- | -------- | ------ | ------- |
| 15-07-03 | 09:30 | Romania  | 10 - 3 | Canada  |
| 15-07-03 | 10:45 | Ungheria | 7 - 7  | Croazia |
| 16-07-03 | 09:30 | Ungheria | 9 - 5  | Romania |
| 16-07-03 | 10:45 | Croazia  | 13 - 3 | Canada  |
| 18-07-03 | 09:30 | Ungheria | 13 - 3 | Canada  |
| 18-07-03 | 10:45 | Croazia  | 12 - 9 | Romania |

### Gruppo B
|    | Squadra             | Pt | G | V | P | S | GF | GS | Diff |
| -- | ------------------- | -- | - | - | - | - | -- | -- | ---- |
| 1. | Stati Uniti         | 5  | 3 | 2 | 1 | 0 | 32 | 16 | +16  |
| 2. | Serbia e Montenegro | 5  | 3 | 2 | 1 | 0 | 27 | 18 | +9   |
| 3. | Australia           | 2  | 3 | 1 | 0 | 2 | 27 | 18 | +9   |
| 4. | Giappone            | 0  | 3 | 0 | 0 | 3 | 13 | 39 | –26  |

| Data     | Ora   | Gara                | Gara   | Gara        |
| -------- | ----- | ------------------- | ------ | ----------- |
| 15-07-03 | 12:00 | Australia           | 10 - 2 | Giappone    |
| 15-07-03 | 13:15 | Serbia e Montenegro | 5 - 5  | Stati Uniti |
| 16-07-03 | 12:00 | Stati Uniti         | 14 - 4 | Giappone    |
| 16-07-03 | 13:15 | Serbia e Montenegro | 7 - 6  | Australia   |
| 18-07-03 | 12:00 | Stati Uniti         | 13 - 7 | Australia   |
| 18-07-03 | 13:15 | Serbia e Montenegro | 15 - 7 | Giappone    |

### Gruppo C
|    | Squadra  | Pt | G | V | P | S | GF | GS | Diff |
| -- | -------- | -- | - | - | - | - | -- | -- | ---- |
| 1. | Italia   | 6  | 3 | 3 | 0 | 0 | 36 | 17 | +19  |
| 2. | Germania | 4  | 3 | 2 | 0 | 1 | 27 | 22 | +5   |
| 3. | Grecia   | 2  | 3 | 1 | 0 | 2 | 29 | 21 | +8   |
| 4. | Cina     | 0  | 3 | 0 | 0 | 3 | 10 | 42 | –32  |

| Data     | Ora   | Gara     | Gara   | Gara     |
| -------- | ----- | -------- | ------ | -------- |
| 15-07-03 | 16:00 | Italia   | 15 - 4 | Cina     |
| 15-07-03 | 17:15 | Germania | 9 - 7  | Grecia   |
| 16-07-03 | 16:00 | Italia   | 11 - 8 | Germania |
| 16-07-03 | 17:15 | Grecia   | 17 - 2 | Cina     |
| 18-07-03 | 16:00 | Germania | 10 - 4 | Cina     |
| 18-07-03 | 17:15 | Italia   | 10 - 5 | Grecia   |

### Gruppo D
|    | Squadra    | Pt | G | V | P | S | GF | GS | Diff |
| -- | ---------- | -- | - | - | - | - | -- | -- | ---- |
| 1. | Spagna     | 6  | 3 | 3 | 0 | 0 | 30 | 16 | +14  |
| 2. | Russia     | 4  | 3 | 2 | 0 | 1 | 26 | 18 | +8   |
| 3. | Slovacchia | 2  | 3 | 1 | 0 | 2 | 17 | 22 | –5   |
| 4. | Brasile    | 0  | 3 | 0 | 0 | 3 | 10 | 27 | –17  |

| Data     | Ora   | Gara       | Gara   | Gara       |
| -------- | ----- | ---------- | ------ | ---------- |
| 15-07-03 | 18:30 | Russia     | 8 - 5  | Slovacchia |
| 15-07-03 | 19:45 | Spagna     | 10-3   | Brasile    |
| 16-07-03 | 18:30 | Slovacchia | 7 - 4  | Brasile    |
| 16-07-03 | 19:45 | Spagna     | 10 - 8 | Russia     |
| 18-07-03 | 18:30 | Russia     | 10 - 3 | Brasile    |
| 18-07-03 | 19:45 | Spagna     | 10 - 5 | Slovacchia |

## Fase Finale

### Tabellone
|  | Playoff                 | Playoff          |                  |                     | Quarti di finale | Quarti di finale    |                  |                  | Semifinali      | Semifinali |  |  | Finale | Finale |
|  |                         |                  |                  |                     |                  |                     |                  |                  |                 |            |  |  |        |        |
|  |                         |                  |                  |                     | 22-07-03 - 15:30 |                     |                  |                  |                 |            |  |  |        |        |
|  | 20-07-03 - 20:30        |                  |                  |                     |                  |                     |                  |                  |                 |            |  |  |        |        |
|  | A1: Ungheria            | 13               |                  |                     |                  |                     |                  |                  |                 |            |  |  |        |        |
|  | A1: Ungheria            | 13               | C2: Germania     | 6                   | 24-07-03 - 21:00 | 24-07-03 - 21:00    |                  |                  |                 |            |  |  |        |        |
|  |                         | Slovacchia       | C2: Germania     | 6                   | 24-07-03 - 21:00 | 24-07-03 - 21:00    | 5                |                  |                 |            |  |  |        |        |
|  | D3: Slovacchia          | Slovacchia       | 7                |                     | Ungheria         | 9                   | 5                |                  |                 |            |  |  |        |        |
|  | D3: Slovacchia          | 22-07-03 - 16:45 | 7                |                     | Ungheria         | 9                   |                  |                  |                 |            |  |  |        |        |
|  | 20-07-03 - 21:45        | 20-07-03 - 21:45 |                  | Grecia              | 8                |                     |                  |                  |                 |            |  |  |        |        |
|  | 20-07-03 - 21:45        | 20-07-03 - 21:45 | B1: Stati Uniti  | Grecia              | 8                | 2                   |                  |                  |                 |            |  |  |        |        |
|  | D2: Russia              | 14               | B1: Stati Uniti  |                     |                  | 2                   | 26-07-03 - 22:30 | 26-07-03 - 22:30 |                 |            |  |  |        |        |
|  | D2: Russia              | 14               |                  | Grecia              | 4                |                     | 26-07-03 - 22:30 | 26-07-03 - 22:30 |                 |            |  |  |        |        |
|  | C3: Grecia              | 15               |                  | Grecia              | 4                | Ungheria            | 11               |                  |                 |            |  |  |        |        |
|  | C3: Grecia              | 15               | 22-07-03 - 20:30 |                     |                  | Ungheria            | 11               |                  |                 |            |  |  |        |        |
|  | 20-07-03 - 12:00        | 20-07-03 - 12:00 |                  | Italia              | 9                |                     |                  |                  |                 |            |  |  |        |        |
|  | 20-07-03 - 12:00        | 20-07-03 - 12:00 | C1: Italia       | Italia              | 9                | 7                   |                  |                  |                 |            |  |  |        |        |
|  | A2: Croazia             | 6                | C1: Italia       | 24-07-03 - 22:15    | 24-07-03 - 22:15 | 7                   |                  |                  |                 |            |  |  |        |        |
|  | A2: Croazia             | 6                |                  | 24-07-03 - 22:15    | 24-07-03 - 22:15 | Australia           | 3                |                  |                 |            |  |  |        |        |
|  | B3: Australia           | 10               |                  | Italia              | 6                | Australia           | 3                | Finale 3º posto  | Finale 3º posto |            |  |  |        |        |
|  | B3: Australia           | 10               | 22-07-03 - 21:45 | Italia              | 6                |                     |                  | Finale 3º posto  | Finale 3º posto |            |  |  |        |        |
|  | 20-07-03 - 13:15        | 20-07-03 - 13:15 |                  | Serbia e Montenegro | 5                |                     | 26-07-03 - 21:00 | 26-07-03 - 21:00 |                 |            |  |  |        |        |
|  | 20-07-03 - 13:15        | 20-07-03 - 13:15 | D1: Spagna       | Serbia e Montenegro | 5                | 3                   | 26-07-03 - 21:00 | 26-07-03 - 21:00 |                 |            |  |  |        |        |
|  | B2: Serbia e Montenegro | 11               | D1: Spagna       |                     |                  | 3                   | Grecia           | 3                |                 |            |  |  |        |        |
|  | B2: Serbia e Montenegro | 11               |                  | Serbia e Montenegro | 7                |                     | Grecia           | 3                |                 |            |  |  |        |        |
|  | A3: Romania             | 3                |                  | Serbia e Montenegro | 7                | Serbia e Montenegro | 5                |                  |                 |            |  |  |        |        |
|  | A3: Romania             | 3                |                  |                     |                  | Serbia e Montenegro | 5                |                  |                 |            |  |  |        |        |

### Play-off
| Arbitri: | Bookelman (NED) Tulga (TUR) |

|                       |           |                            |
| 2: Franković, Fatović | Marcatori | 2: Franklin, Woods, Thomas |

| Arbitri: | Prikhodko (KAZ) Juhász (HUN) |

|          |           |                          |
| 5: Šapić | Marcatori | 1: Iosep, Cretu, Juralwe |

| Barcellona 20 luglio 2003, ore 20:30 | Germania | 6 – 7 (2-1, 2-1, 1-4, 2-1) | Slovacchia | Piscina CNB |

| Barcellona 20 luglio 2003, ore 21:45 | Russia | 14 – 15 (rig) (3-3, 1-1, 1-2, 3-2; 0-1, 1-0; 6-5) | Grecia | Piscina CNB |

### Quarti di finale
| Arbitri: | Golikov (RUS) Tomić (CRO) |

|                |           |         |
| 2: 4 giocatori | Marcatori | 3: Baco |

| Arbitri: | Escola (ESP) Brguljan (SCG) |

|                    |           |                   |
| 1: Azevedo, Bailey | Marcatori | 2: Theodoropoulos |

| Barcellona 22 luglio 2003, ore 20:30 | Italia | 7 – 3 (2-0, 2-0, 1-2, 2-1) | Australia | Piscina CNB |

| Arbitri: | Tulga (TUR) Bookelman (NED) |

|         |           |          |
| 2: Moro | Marcatori | 5: Šapić |

### Semifinali
| Barcellona 24 luglio 2003, ore 21:00               | Ungheria  | 9 – 8 (d.2t.s.) (2-1, 1-2, 1-2, 2-1; 2-2, 1-0) | Grecia | Piscina CNB |
| \| \| \| \| \| 4: Kiss \| Marcatori \| 4: Santa \| |           |                                                |        |             |
|                                                    |           |                                                |        |             |
| 4: Kiss                                            | Marcatori | 4: Santa                                       |        |             |

| Barcellona 24 luglio 2003, ore 22:15                                | Italia    | 6 – 5 (1-2, 2-0, 0-1, 3-2) | Serbia e Montenegro | Piscina CNB |
| \| \| \| \| \| 2: R.Calcaterra, Rath \| Marcatori \| 2: Zloković \| |           |                            |                     |             |
|                                                                     |           |                            |                     |             |
| 2: R.Calcaterra, Rath                                               | Marcatori | 2: Zloković                |                     |             |

#### 5º - 8º posto
| Arbitri: | Tomić (CRO) Caputi (ITA) |

|           |           |                |
| 2: Bruder | Marcatori | 2: 5 giocatori |

| Arbitri: | Stavridis (GRE) Brguljan (SCG) |

|            |           |          |
| 2: Neesham | Marcatori | 2: Gomez |

#### 9º - 12º posto
| Arbitri: | Clemençon (FRA) Rycaert (BEL) |

|                                 |           |                            |
| 1: Dierholf, Schervitis, Nossek | Marcatori | 2: Stritof, Hinić, Fatović |

| Arbitri: | Caputi (ITA) Stavridis (GER) |

|                |           |         |
| 2: 4 giocatori | Marcatori | 2: Radu |

#### 13º - 16º posto
| Arbitri: | Pinner (RSA) McNeill (USA) |

|          |           |           |
| 4: Cosic | Marcatori | 1: Aoyagi |

| Arbitri: | Stavridis (GRE) Matache (ROU) |

|             |           |            |
| 2: Yu, Yong | Marcatori | 5: Perrone |

### Finali
- 15º posto

| Arbitri: | Keman (AHO) Beiza (VEN) |

|           |           |  |
| 5: Tanaka | Marcatori |  |

- 13º posto

| Arbitri: | Levin (ISR) Wakabayashi (JPN) |

|             |           |                |
| 2: Mitchell | Marcatori | 1: 6 giocatori |

- 11º posto

| Arbitri: | McNeill (AUS) Keman (AHO) |

|           |           |          |
| 5: Nossek | Marcatori | 3: Cretu |

- 9º posto

| Arbitri: | Matache (ROU) Escola (ESP) |

|              |           |                                     |
| 4: Franković | Marcatori | 1: Chomakhidze, Gorchkov, Zinnourov |

- 7º posto

| Arbitri: | Stavridis (GRE) Tomić (CRO) |

|          |           |           |
| 4: Cipov | Marcatori | 3: Whalan |

- 5º posto

| Arbitri: | Matache (ROU) Caputi (ITA) |

|                   |           |                   |
| 2: Azevedo, Smith | Marcatori | 2: Ballart, Peréz |

- 3º posto

| Arbitri: | Juhász (HUN) Levin (ISR) |

|                                         |           |               |
| 1: Chatzitheodorou, Vlontakis, Thomakos | Marcatori | 1: Ikodinović |

- 1º posto

| Arbitri: | Bookelman (NED) Bock (GER) |

|            |           |                 |
| 6: Madaras | Marcatori | 4: G.Fiorentini |

## Classifica Finale
| Pos.    | Squadra             |
| ------- | ------------------- |
| Oro     | Ungheria            |
| Argento | Italia              |
| Bronzo  | Serbia e Montenegro |
| 4       | Grecia              |
| 5       | Spagna              |
| 6       | Stati Uniti         |
| 7       | Australia           |
| 8       | Slovacchia          |
| 9       | Croazia             |
| 10      | Russia              |
| 11      | Germania            |
| 12      | Romania             |
| 13      | Brasile             |
| 14      | Canada              |
| 15      | Giappone            |
| 16      | Cina                |

## Classifica marcatori
|  | Gol | Marcatore             | Squadra             |   |
|  | --- | --------------------- | ------------------- | - |
|  | 14  | Aleksandar Šapić      | Serbia e Montenegro |   |
|  | 12  | Tony Azevedo          | Stati Uniti         |   |
|  | 12  | Heiko Nossek          | Germania            |   |
|  | 11  | Francesco Postiglione | Italia              |   |
|  | 11  | Ioannis Thomakos      | Grecia              |   |
|  | 10  | Tamás Kásás           | Ungheria            |   |
|  | 10  | Cosmin Radu           | Romania             | - |
|  |     |                       |                     |   |